# 里科伊爾冰川
73°46′S 163°5′E / 73.767°S 163.083°E
里科伊爾冰川（英語：Recoil Glacier），是南極洲的冰川，位於維多利亞地的斯科特海岸，流經冷藏山脈，最終注入坎貝爾冰川，由新西蘭探險隊命名，現時由南極條約體系管理。